# Rudolf Carnap
Rudolf Carnap (Ronsdorf (bij Barmen, nu Wuppertal), 18 mei 1891 - Santa Monica (California), 14 september 1970) was een Duitse filosoof en de belangrijkste vertegenwoordiger van het logisch positivisme. Tevens was hij verbonden met de Wiener Kreis. Zijn belangrijkste bijdragen zijn op gebied van wetenschapsfilosofie en logica. Hij trad in discussie met de meest vooraanstaande filosofen van zijn tijd, zowel in de analytische traditie met filosofen als Gottlob Frege, Bertrand Russell en Ludwig Wittgenstein als in de continentale traditie met filosofen als Edmund Husserl en Martin Heidegger. Later als hij naar de Verenigde Staten zou emigreren zou hij ook contact hebben met pragmatisten als Charles Morris en John Dewey. Ook ging hij het debat aan met logici als Kurt Gödel en Alfred Tarski. In zijn filosofische werken heeft hij geen theorie opgesteld, maar concentreerde zijn gedachten op een centraal thema dat in de loop van de tijd steeds opnieuw werd aangepakt: de zekerheid van onze kennis. Een van de bekendste leerlingen van Carnap was de Amerikaanse filosoof W.V.O. Quine.

## Filosofie
Als empirist nam hij aan dat kennis uiteindelijk aan de zintuiglijke ervaring is ontleend. Aanvankelijk postuleerde Carnap absolute zekerheid aangaande zintuiglijke ervaring, en beantwoordde de vraag naar absolute zekerheid met: "zeker is die kennis, die op methodisch correcte wijze is ontleend aan een volkomen zeker empirisch uitgangspunt". Om twijfels omtrent het empirisch uitgangspunt uit te bannen was het voor Carnap niet genoeg een uitspraak over zintuiglijke waarneming als zodanig geldig te verklaren; bijvoorbeeld: "ik zie een glas melk" is reden tot twijfel, echter: "ik heb een zintuiglijke indruk van iets wits", laat geen twijfel toe. Onmiddellijke zintuiglijke indrukken zijn geschikt om als uitgangspunt te dienen.
Vervolgens catalogiseerde Carnap empirische begrippen uitgaande van een absoluut zeker empirisch uitgangspunt. Voor begrippen die geschikt waren zijn zintuiglijke indrukken te beschrijven, stelde hij uitspraken op waarin uitsluitend grondbegrippen voorkwamen (constitutionele definities). Omdat de constitutionele definities volkomen zeker zijn, was het voor Carnap mogelijk met zekerheid vast te stellen of iets waar was of onwaar.
Omdat echter eigen zintuiglijke waarnemingen het nadeel hebben oncontroleerbaar te zijn, koos Carnap 'in het volgende stadium' voor de zogenaamde protocolzin. De protocolzin is een eenvoudige beschrijvende uitspraak over exact naar plaats en tijd bepaalde dingen: bijvoorbeeld: "dat ding hier is wit". Zekerheid omtrent kennis moest volgens Carnap nu worden gezocht in het vertalen van alle uitspraken in reeksen van protocolzinnen. Absolute zekerheid is er niet meer, maar wel maximale zekerheid binnen het kader van een objectieve wetenschapstaal.

### Latere werk
In zijn latere werk gaat Carnap een andere richting uit, van het logisch positivistisch naar een meer pragmatisch standpunt. Zo haalt hij het voorbeeld aan van de vraag of ik een appel die voor mij ligt zou eten. Dit is geen wetenschappelijke, maar een praktische vraag, hoewel hierbij ook een soort van onzekerheid geformuleerd wordt, gelijkend op de onzekerheid qua kennis die in de wetenschap een grote rol speelt. Dit is echter geen wetenschappelijke vraag, en de concepten "waar" en "onwaar" kunnen hier dan ook niet op toegepast worden. Verder komt dit ook duidelijk naar voren in Carnaps "tolerantieprincipe" (Principle of Tolerance) waarin geen gronden zijn voor de logica die men kiest, maar enkel praktische redenen. Dit leidt Carnap af uit zijn bewering dat echte funderingen alleen gegeven kunnen worden binnen een logisch kader. Het is immers onmogelijk een logica theoretisch te funderen, zonder al vanuit een logica te vertrekken. In die zin verdedigt Carnap dus een vorm van conventionalisme. Het gaat dus enkel om een keuze die men maakt tussen verscheidene talen, of talige structuren, waarbinnen men termen hanteert. Hij ziet de semantiek (semantics) dan ook als een werktuig om kennis te vergaren en te systematiseren. Zo schrijft hij ook in Empiricism, Semantics, and Ontology: 
The acceptance or rejection of abstract linguistic forms, just as the acceptance or rejection of any other linguistic forms in any branch of science, will finally be decided by their efficiency as instruments, the ratio of the results achieved to the amount and complexity of the efforts required.
Het is ook in dit werk dat Carnap zijn invloedrijk onderscheid maakt tussen een interne en externe vraag (o.a. op P.F. Strawson, die het toepast op de ethiek). Interne vragen zijn vragen die gesteld worden binnen een dergelijk kader of formele taal en zijn zinvol, omdat er binnen dat kader toepassingsregels zijn die duidelijk stellen hoe een term gebruikt moet worden. Dit is niet zo bij een externe vraag: een vraag die buiten zo'n kader wordt gesteld, is zinloos, want er is geen duidelijkheid over wat die termen concreet betekenen. Vanuit deze optiek verwerpt hij dan ook een heel gamma van filosofische vragen, zoals bijvoorbeeld de vraag of getallen echt bestaan.
Carnap verdedigt hierbij geen instrumentalisme, want het praktische aspect ligt enkel bij de keuze van het kader, de formele taal, niet bij de inhoud. Deze heeft wel degelijk een semantische (en empirische) inhoud en kan geëvalueerd worden. Er zijn wel sterke verbanden te leggen tussen Carnap en het Amerikaans pragmatisme. Zo schrijft Alan Richardson in The Cambridge Companion to Carnap:
"From within Carnap's thought, then, we have a view that stresses open-mindedness, tolerance, plurality, and an experimental spirit - all well-known hallmarks of philosophical pragmatism. Indeed, Carnap himself stresses again and again that in questions of choice of a logic or linguistic framework, practical or pragmatic considerations are the only considerations that can be raised; on this matter, his views converge importantly (if not wholly) with a version of pragmatism about logic offered up in the American context by the pragmatist C.I. Lewis, one of Quine's teachers, back in the 1920s. Carnap also adopts the term "pragmatics" as the empircal study of the relations of languages to their users - a term he adopts from the work of the young pragmatist philosopher Charles Morris."
In de jaren nadat Carnap in Amerika arriveerde was het vooral John Dewey die de toon zette van het pragmatisme, waarvan Charles Sanders Peirce wordt geacht de stichter geweest te zijn. Ook Charles Morris en Sidney Hook waren nauw verwant met Carnap en zagen een sterke verwantschap tussen logisch empirisme en pragmatisme. Er zijn uiteraard wel grote verschillen. Zo wilden Dewey en Lewis hun pragmatisme funderen op de menselijke natuur om zo vele - naar hun mening - verkeerde intellectuele ondernemingen te bekritiseren en te bestrijden. Carnap heeft ook wel kritiek op verscheidene metafysische ondernemingen van filosofen van zijn tijd, maar verantwoordt die op basis van praktische overwegingen, en doet geen beroep op een menselijke natuur; alsof zulke metafysica tegen de echte waarden en doelen van het leven is.
Dit soort tolerant en conceptueel pragmatisme lijkt sterk in contrast te staan met de algemene opvatting van Carnap als dogmatist leeft. Auteurs die Carnap als pragmatist zien, wijzen erop dat hij vooral bekend is geworden door het werk van Quine (Two Dogmas of Empiricism), en via Logical Positivism van A. J. Ayer, waarin gefocust wordt op de vroegere Carnap, die inderdaad een meer dogmatische en streng empirische visie uitdroeg.

## Publicaties
- 1922, Der Raum: Ein Beitrag zur Wissenschaftslehre, Kant-Studien : het proefschrift.
- 1926, Physikalische Begriffsbildung. Karlsruhe: Braun.
- 1928, Scheinprobleme in der Philosophie (Pseudoproblems of Philosophy). Berlin: Weltkreis-Verlag. Ned. vert. : Schijnproblemen in de filosofie, Boom-Meppel, 1971, vert. Anton van den Heuvel.
- 1928, Der Logische Aufbau der Welt. Leipzig: Felix Meiner Verlag. Naar het Engels vertaald door Rolf A. George, 1967. The Logical Structure of the World. Pseudoproblems in Philosophy. University of California Press.
- 1929, Abriss der Logistik, mit besonderer Berücksichtigung der Relationstheorie und ihrer Anwendungen. Springer.
- 1932, "Überwindung der Metaphysik durch Logische Analyse der Sprache", Erkenntnis, Vol. II.
- 1934, Logische Syntax der Sprache. Engelse vertaling 1937, The Logical Syntax of Language. Kegan Paul.
- 1996 (1935), Philosophy and Logical Syntax. Bristol UK: Thoemmes.[7]
- 1939, Foundations of Logic and Mathematics in International Encyclopedia of Unified Science, Vol. I, no. 3. University of Chicago Press.
- 1942, Introduction to Semantics. Harvard Uni. Press.
- 1943, Formalization of Logic. Harvard Uni. Press.
- 1945, "On Inductive Logic", Philosophy of Science, Vol. 12, No. 2, p. 72-97.
- 1945, "The Two Concepts of Probability: The Problem of Probability", Philosophy and Phenomenological Research, Vol. 5, No. 4, p. 513-532.
- 1956 (1947), Meaning and Necessity: a Study in Semantics and Modal Logic. University of Chicago Press.
- 1947, "On the Application of Inductive Logic", Philosophy and Phenomenological Research, Vol 8, No. 1, 1947, 133-148.
- 1950, Logical Foundations of Probability. University of Chicago Press.
- 1950, Empiricism, Semantics, Ontology", Revue Internationale de Philosophie 4: 20-40.
- 1952, The Continuum of Inductive Methods. University of Chicago Press.
- 1958, Introduction to Symbolic Logic with Applications. Dover.
- 1963, "Intellectual Autobiography" in Schilpp (1963: 1-84).
- 1966, Philosophical Foundations of Physics. Martin Gardner, ed. Basic Books.[8]
- 1966, An Introduction to the Philosophy of Science, New York;
- 1970, "Statistical and Inductive Probability" in Brody (red.), Readings in the Philosophy of Science, Prentice-Hall, New Jersey, p. 440-450.
- 1971, Studies in inductive logic and probability, Vol. 1. University of California Press.
- 1977, Two essays on entropy. Shimony, Abner, ed. University of California Press.
- 1980, Studies in inductive logic and probability, Vol. 2. Jeffrey, R.C., ed. University of California Press.